# Rodrigo Antônio Falcão Brandão
Rodrigo Antônio Falcão Brandão, segundo barão de Belém, (Iguape, 7 de abril de 1789 — 10 de setembro de 1855) foi um militar brasileiro, chegando ao posto de coronel.
Nascido em Iguape, participou de insurgências contra a Coroa portuguesa na região de Cachoeira, adido à Junta de Defesa e ao lado de Maria Quitéria de Jesus, a partir de 1821. Liderou um batalhão composto por locais, alistados em Iguape, destacando-se na Batalha do Pirajá.

## Títulos nobiliárquicos e honrarias
Barão de Belém
O título faz referência ao então povoado baiano de Belém da Cachoeira, onde o coronel atuou durante as guerras pela Independência.